# George Kerr
George Kerr   (Parròquia de Hanover, 16 d'octubre de 1937 - Kingston, 15 de juny de 2012) fou un atleta jamaicà, especialista en els 400 i 800 metres, que va competir durant les dècades de 1950 i 1960.
El 1956 va prendre part en els Jocs Olímpics d'Estiu de Melbourne, on va disputar dues proves del programa d'atletisme. En ambdues, els 400 metres i els 4x400 metres quedà eliminat en sèries. Quatre anys més tard, als Jocs de Roma, com a membre de les Índies Occidentals, guanyà la medalla de bronze en els 800 metres i, formant equip amb Malcolm Spence, James Wedderburn i Keith Gardner, el 4x400 metres. El 1964, als Jocs de Tòquio, representat Jamaica, fou quart en els 800 metres i 4x400 metres.
En el seu palmarès també destaquen cinc medalles en tres Jocs de la Commonwealth. El 1958 va guanyar un bronze en el relleu de 4x440 iardes. El 1962 va guanyar la medalla d'or en les 440 iardes i el relleu 4x440 iardes i la plata en les 880 iardes. El 1966 guanyà una darrera medalla de bronze en les 880 iardes. Als Jocs Centreamericans i del Carib de 1962 guanyà tres medalles d'or.
El 4 de juny de 2012 va patir un atac de cor i tot i ser operat a l'Hospital Universitari de les Índies Occidentals va morir pocs dies més tard.

## Millors marques
- 400 metres llisos. 45.8" (1960)
- 800 metres llisos. 1' 45.8" (1964)[5]